# Ranunculus pskemensis
Ranunculus pskemensis är en ranunkelväxtart som beskrevs av V. Pavlov. Ranunculus pskemensis ingår i släktet ranunkler, och familjen ranunkelväxter. Inga underarter finns listade i Catalogue of Life.